# Koulourakia

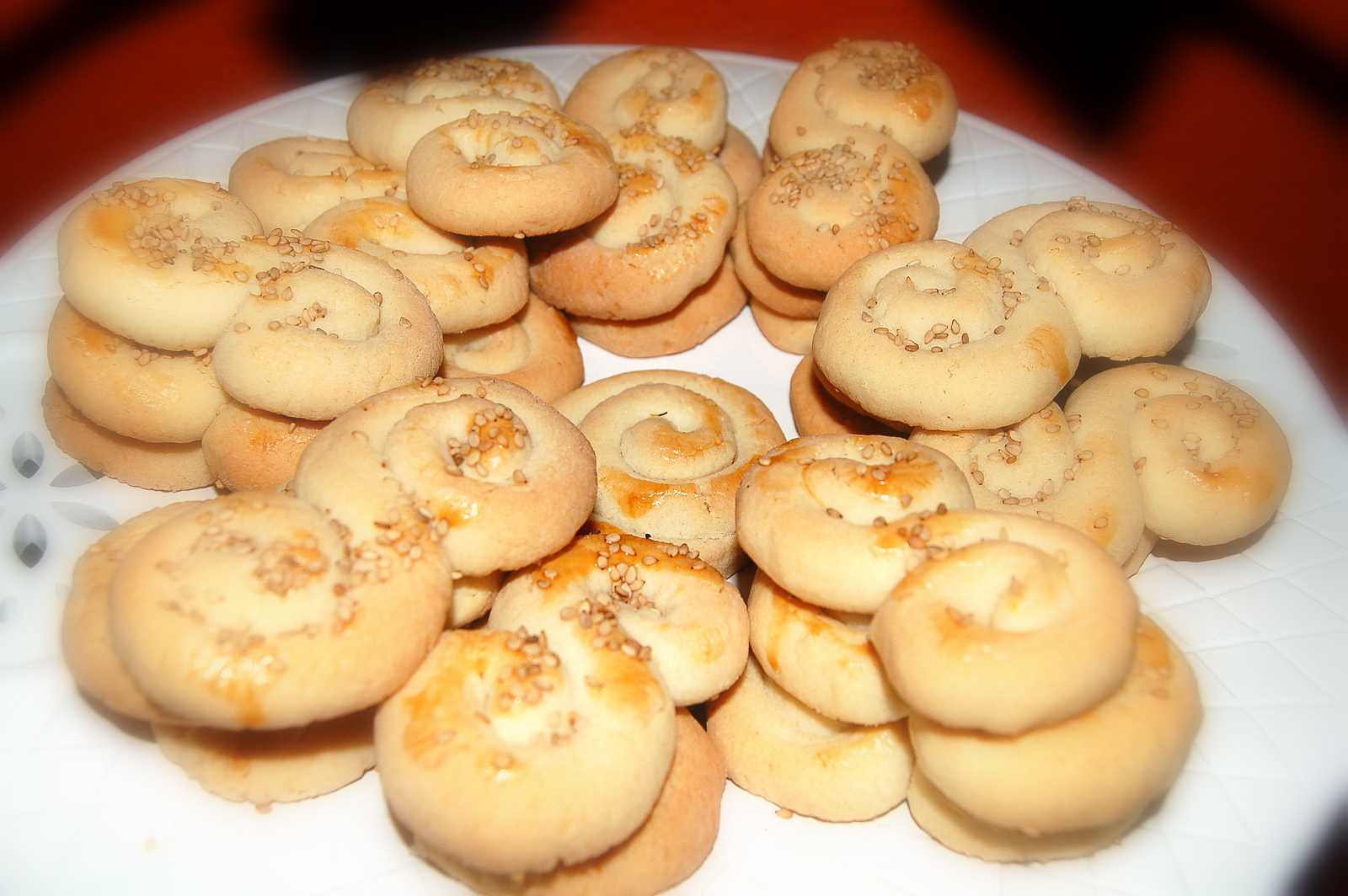
Koulourakia.

Las koulourakia (en griego κουλουράκια) son un postre griego tradicional, elaborado tradicionalmente en Semana Santa para tomarse después del Sábado Santo.
Son unas galletas de mantequilla, tradicionalmente hechas a mano, con glaseado de huevo encima. Tienen un sabor dulce delicado, con toques de vainilla.
Las koulourakia son famosas por las semillas de sésamo que se llevan encima y su peculiar forma de anillo. Estas galletas eran elaboradas a menudo por los minoicos con forma de serpiente, ya que adoraban a este animal por sus supuestos poderes curativos. Actualmente pueden elaborarse con forma de círculo trenzado, moño, ocho, hebra retorcida, herradura o letras griegas, si bien aún se les da con frecuencia forma parecida a una serpiente. Suelen comerse con el café de la mañana o el té de la tarde. Normalmente se conservan en un tarro con tapa, a salvo de la humedad.
Están hechos con harina, huevos, manteca levadora y una pequeña piedra de color amarillo fuerte llamada mastiky, que es lo que le da su sabor tan peculiar
- Datos: Q2778090
- Multimedia: Koulourakia / Q2778090